# Цаодун
Цаодун (кит. 曹洞宗) — китайская школа чань, основанная монахом Дуньшанем Лянцзе и его дхарма-преемниками в IX веке. По некоторым источникам, название школы восходит к своеобразной аббревиатуре имени Дуншаня и имени одного из его преемников Цаошаня. Более разумная версия, однако, относит происхождение названия школы цаодун к монашескому («горному») имени Шестого патриарха чань Хуэйнэна из-за малозначительности Цаошаня, в отличие от его дхарма-преемника Юньцзюя Даоина.
Школа проповедовала сидячую медитацию и формы «тихого озарения».
В 1227 году монах Догэн Дзэндзи привез в Японию учение школы цаодун, преобразовавшейся на Японских островах в школу сото, ставшую весьма популярной в Японии, а благодаря трудам Тайсена Дешимару и роси Судзуки — в Европе и США соответственно.